# Ganoderma valesiacum
Ganoderma valesiacum är en svampart som beskrevs av Boud. 1895. Ganoderma valesiacum ingår i släktet Ganoderma och familjen Ganodermataceae.  Arten är reproducerande i Sverige. Inga underarter finns listade i Catalogue of Life.